# Franz-Christian Mattes
Franz-Christian Mattes (* 1948 in Tuttlingen) ist ein deutscher Richter. Er war von 2006 bis 2024 Vizepräsident des Verfassungsgerichtshofs für das Land Baden-Württemberg.

## Leben
In Tuttlingen geboren wuchs Mattes in Schramberg und Horb am Neckar auf. Er begann seine berufliche Laufbahn 1977 am Verwaltungsgericht Sigmaringen, wo er seine erste Stelle als Richter antrat. Später war er Dezernent beim Landratsamt Sigmaringen, Wissenschaftlicher Mitarbeiter beim Bundesverwaltungsgericht (damals in Berlin) und Richter am Verwaltungsgerichtshof Baden-Württemberg. In den 1990er Jahren war er Vizepräsident des Verwaltungsgerichts Freiburg, am 1. Oktober 1998 übernahm er die Präsidentschaft über das Verwaltungsgericht Sigmaringen.
2003 berief ihn der baden-württembergische Landtag mit einer fraktionsübergreifenden Mehrheit als stellvertretendes berufsrichterliches Mitglied an den Verfassungsgerichtshof für das Land Baden-Württemberg. 2006 wurde Mattes dort zum ständigen Vertreter des Vorsitzenden (Vizepräsident) berufen und 2015 für weitere neun Jahre in diesem Amt bestätigt. Er amtierte bis Juli 2024; ihm folgte Daniel O’Sullivan nach. Als Präsident des Verwaltungsgerichts Sigmaringen wurde Mattes am 28. Januar 2016, nachdem er von der gesetzlichen Möglichkeit, den Ruhestand hinauszuschieben, zwei Jahre lang Gebrauch gemacht hatte, in den Ruhestand verabschiedet.